# Hapoël Holon
Maillots
Hapoel Holon (en hébreu : הפועל חולון) est un club israélien de basket-ball, localisé à Holon.

## Palmarès
Compétitions nationales 
- Championnat d'Israël : 2008, 2022
- Vainqueur de la Coupe d'Israël : 2009, 2018

## Entraîneurs successifs
- Miki Dorsman
- Dan Shamir
- Ariel BeitAlahmi (actuel)
- 1970-1971 :  Yehoshua Rozin
- 1977-1979 :  Pini Gershon
- 1994 :  Rami Hadar
- 1994-1995 :  Ralph Klein
- 2008-2009 :  Danny Franco
- 2010-2011 :  Danny Franco
- 2021-2022 :  Maurizio Buscaglia
- depuis 2022 :  Guy Goodes

## Logos

Historique des logos de l'Hapoël Holon
Logo à partir de 2017
Logo jusqu'en 2017